# Bucht von Bakar
Koordinaten: 45° 17′ 30″ N, 14° 33′ 38″ O

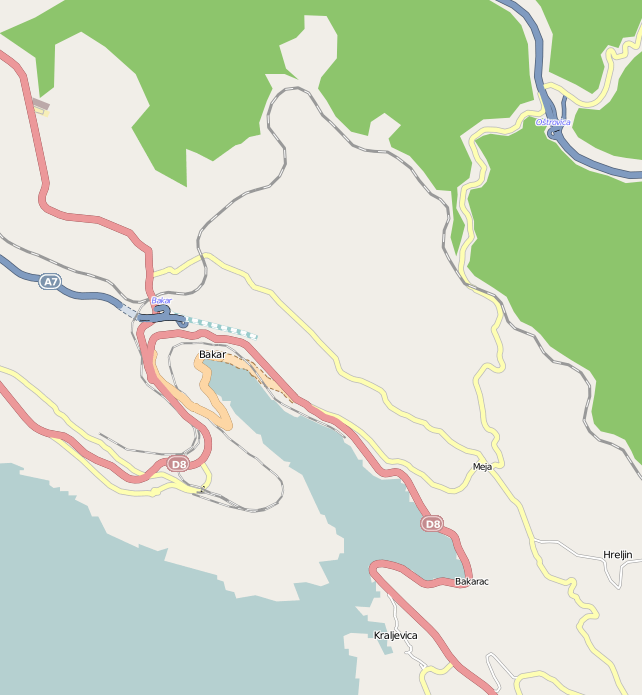
Bucht von Bakar bei [http://www.openstreetmap.org/?lat=45.3114&lon=14.5332&zoom=13&layers=M Openstreetmap

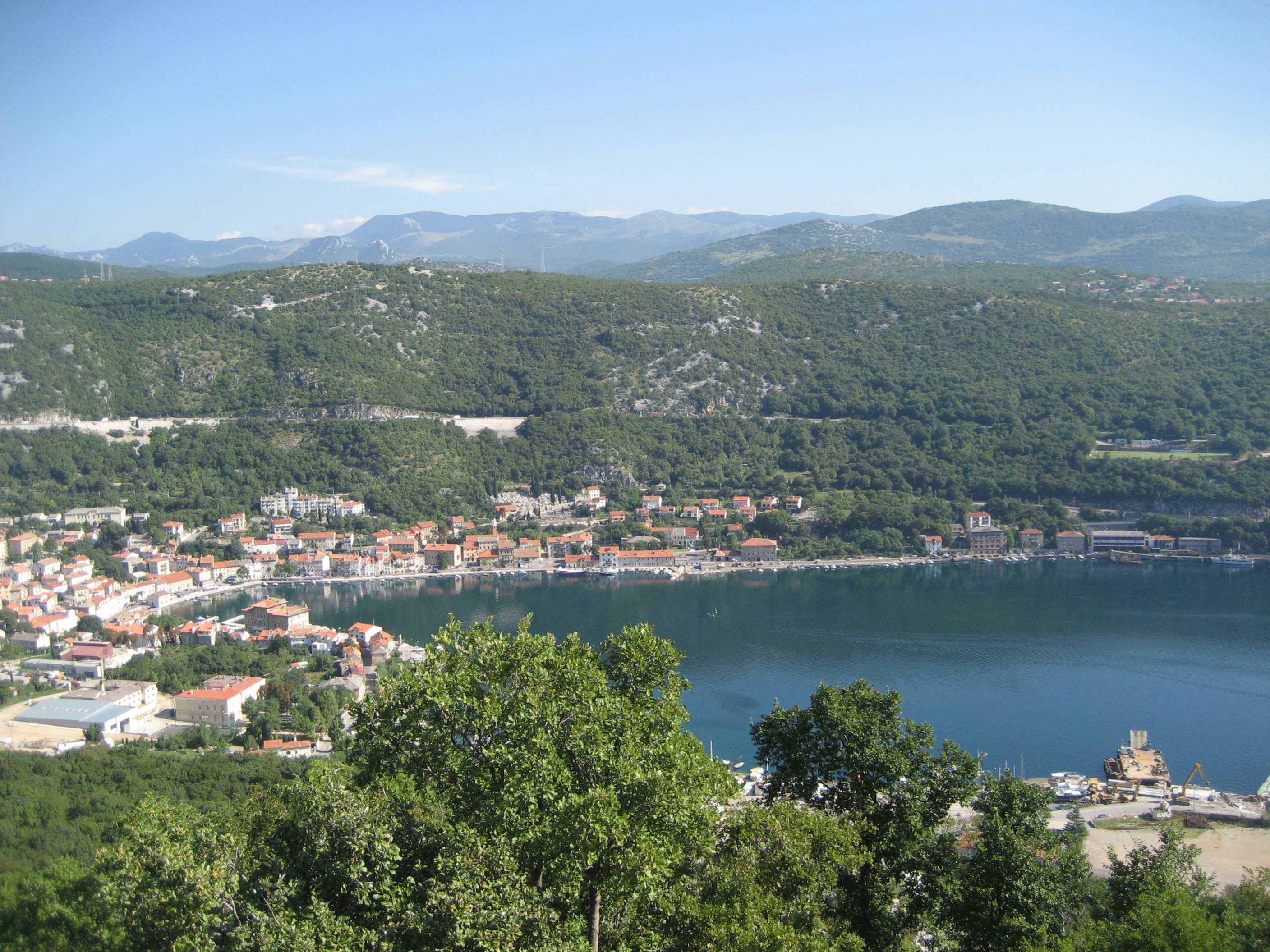
Stadt Bakar

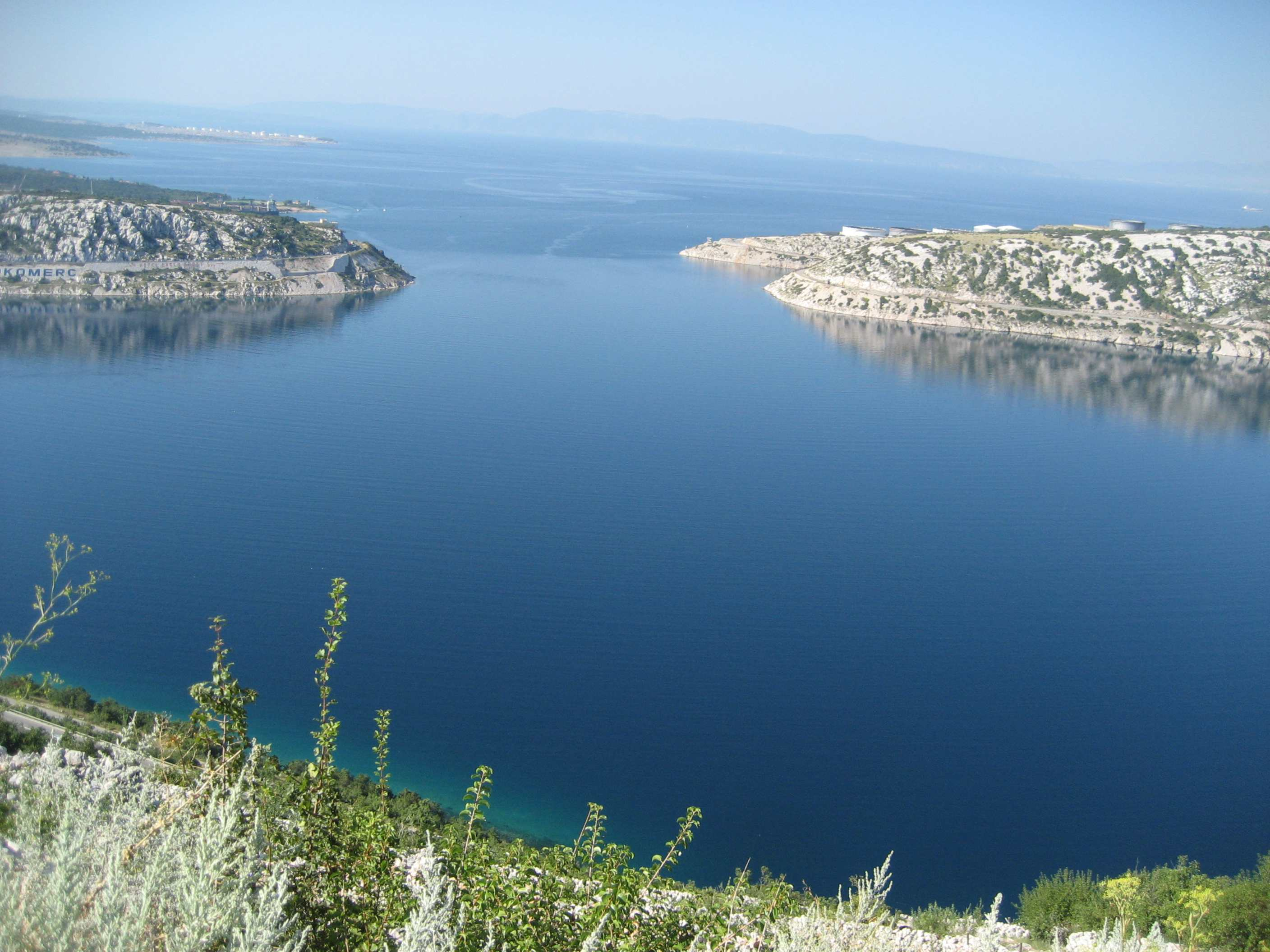
Bucht von Bakar

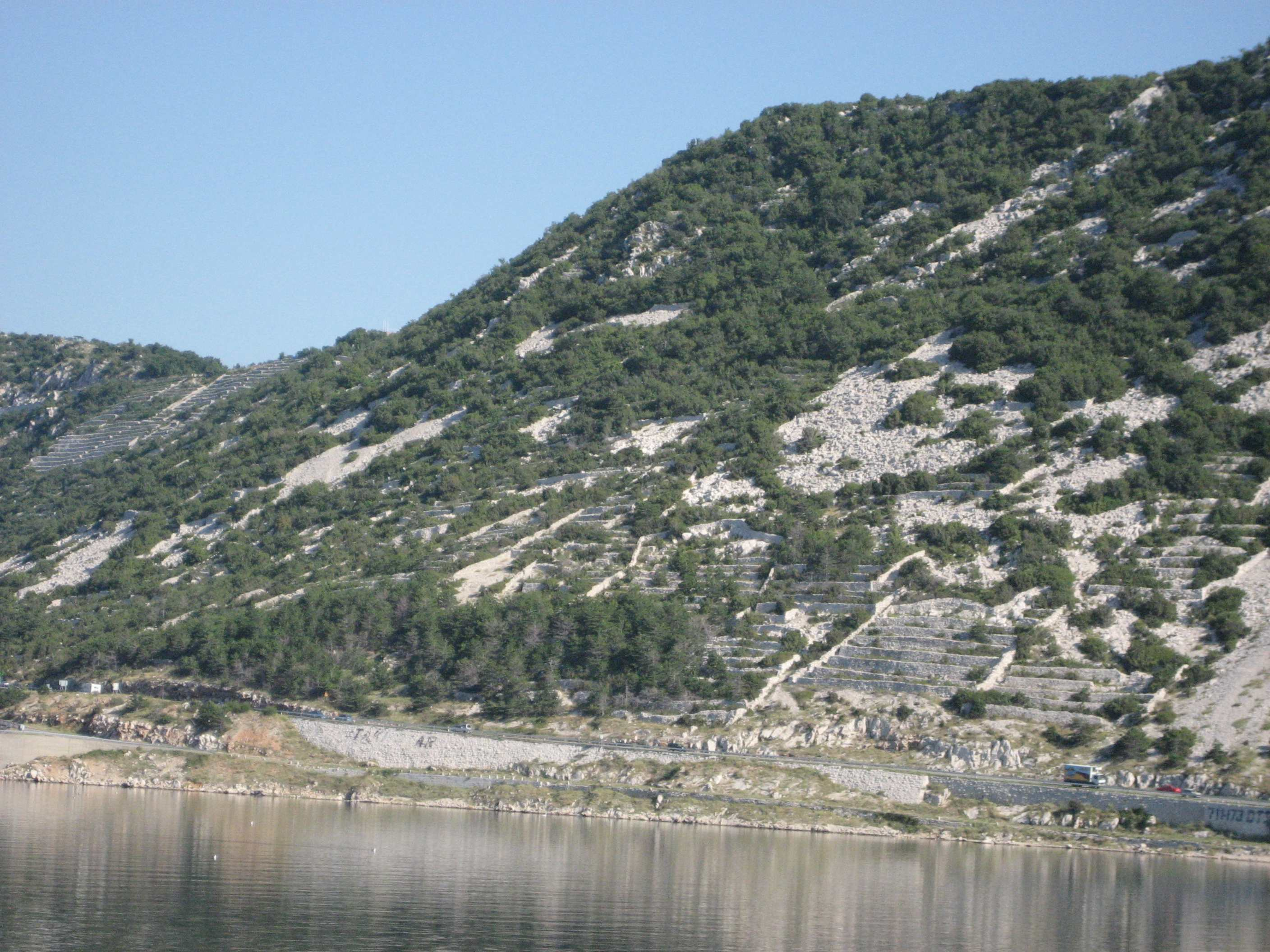
Trockenmauerterrassen von Bakar

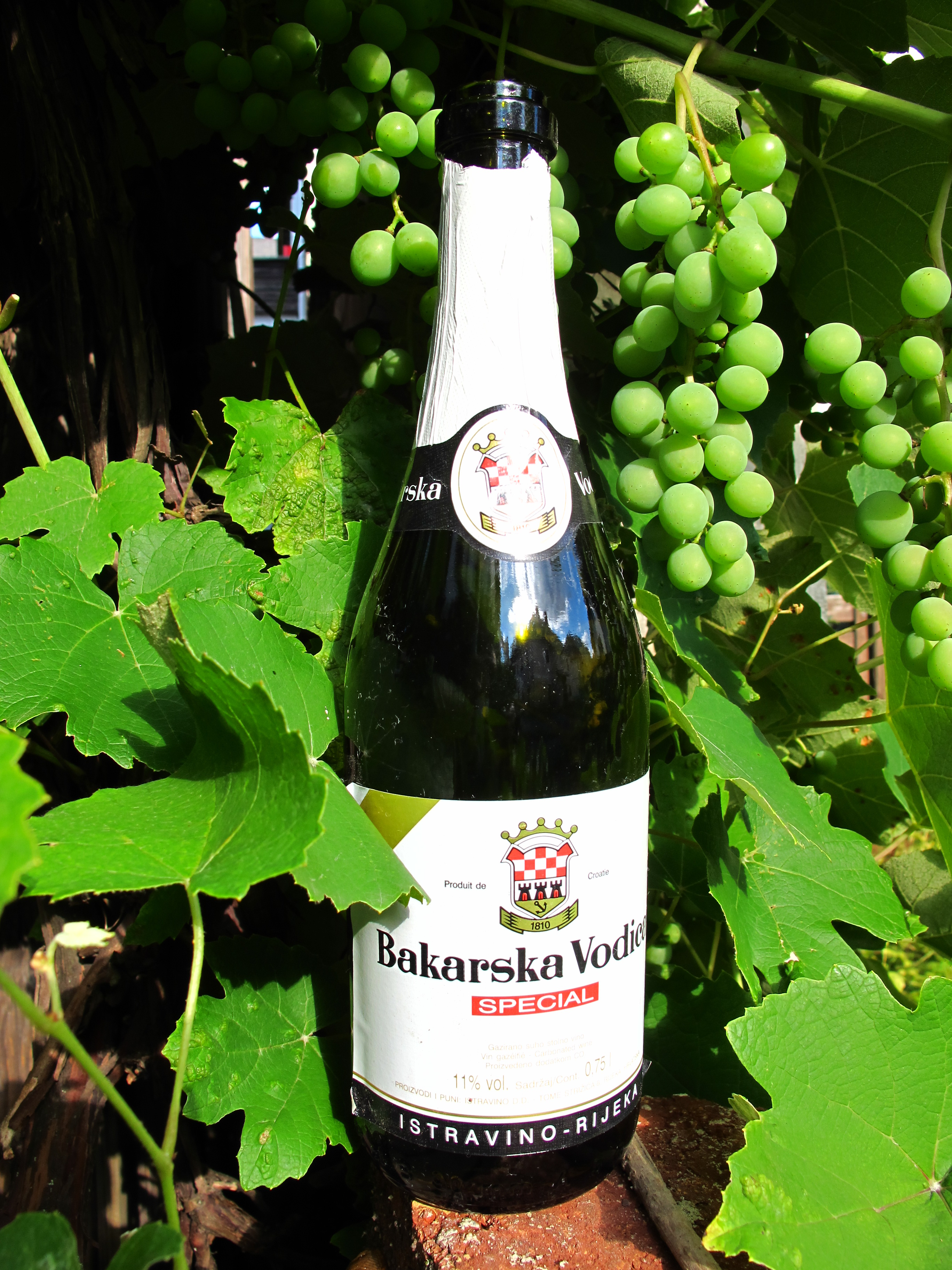
Bakarska Vodica

Die Bucht von Bakar (kroatisch: Bakarski zaljev; ital.
Baia di Buccari) ist eine Bucht an der nördlichen Adria in Kroatien. Sie befindet sich etwa 20 Kilometer südlich der Stadt Rijeka in der Kvarner-Bucht.

## Lage
An der Küste der Bucht befinden sich drei Ortschaften: Die Stadt Bakar (ital.: Buccari) im Norden, die kleinere Ortschaft Bakarac im Süden und an der Ausfahrt aus der Bucht die Stadt Kraljevica (ital.: Porto Re). Aus geologischer Sicht liegt die Bucht in der Flyschmulde von Wippach (Vipava) und Rijeka, die entlang des Lineaments Vipava-Rijeka-Bakar–Vinodol verläuft.
An der Bucht entlang führt die Adriatische Küstenstraße. Die ursprüngliche Straße führte direkt durch den Ort Bakar. Gegenwärtig quert sie den Hang. Die Autobahn A7 ist oben über die Hügel angelegt.

## Geschichte
Während des Ersten Weltkrieges hatte die k. u. k. Kriegsmarine in der Bucht von Bakar, in Porto Re, einen ihrer wichtigsten Marinestützpunkte (neben dem in Pola und dem in Cattaro). Trotz der an sich leicht zu kontrollierenden Lage dieses großen Naturhafens gelang es den Italienern am 10. Februar 1918, Bakar mit Schnellbooten anzugreifen. Dieser militärische Coup wurde in Italien später nationalistisch überhöht als Beffa di Buccari von Gabriele D’Annunzio beschrieben und von Luigi Dallapiccola vertont. Allerdings wurden bei der Aktion gegen Porto Re auch keinerlei italienische Erfolge erzielt.

## Wirtschaft
Seit dem Mittelalter wird in der Bucht insbesondere Thunfisch gefangen. Bei der Ortschaft Bakarac sind noch drei restaurierte, schräge Holzleitern zu sehen, die am Ufer aufgestellt waren und bis in die 1980er Jahre als Aussichtspunkte für die Fischer dienten. Im Mai und August/September kamen die Thunfischschwärme in die Bucht. Das Wasser über den Thunfischschwärmen kräuselte sich in charakteristischer Form. Dereinst versorgten die Fischer von Bakar nicht nur das nahe Rijeka, sondern auch Triest und sogar Venedig. Durch die Überfischung lohnt sich der Aufwand heute nicht mehr.
Nach dem Zweiten Weltkrieg führte der systematische Hafen- und Industrieausbau zu einem deutlichen Aufschwung des Hafens von Rijeka.
Aus Platzmangel unmittelbar im Hafengebiet kam es zu einer Aufteilung der Hafenfunktionen ins Umland. 1965 wurde am Gebiet von Bakar eine Raffinerie der Firma Industrija nafte (INA) gebaut.
1969 wurde auch der Erz- und 1978 der Kohlehafen von Rijeka in die Bucht von Bakar verlegt. Der Erdölhafen kam in die Bucht von Omišalj auf der Insel Krk (JANAF), von wo eine 7,2 km lange und 20 Zoll dicke Pipeline zur Öl-Raffinerie von Rijeka führt. Diese liegt 12 Kilometer südlich der Stadt und umfasst ein Gebiet von 3,5 Quadratkilometern in den Gemeinden Kostrena und Bakar und ist sowohl via Schiff, Straße und Eisenbahn erreichbar. Die Raffinerie verfügt über einen eigenen Hafen, Werften und Offshore-Einrichtungen zur Versorgung und Transport von Waren, Rohöl, Mineralölerzeugnisse und Erdöl-Derivate. In der INA-Raffinerie werden folgende Produkte erzeugt: Liquefied Petroleum Gas, Virgin Naphtha, Motorenbenzin, Kerosin, Flugturbinenkraftstoff Kerosin, Dieselkraftstoff, Heizöl, Treiböl, Bitumen, Koks, flüssiger Schwefel, Basisöle, Automobil- und industrielle Schmierstoffe, Schmierfette und Paraffin.
Bis Ende der 1990er Jahre befand sich in Bakar eine Kokerei, die inzwischen geschlossen wurde.
An den Berghängen sieht man noch zahlreiche derzeit nicht mehr genutzte Trockenmauer-Terrassen (kroat. Bakarski prezidi), an denen in der Vergangenheit Weinbau für die Sektproduktion betrieben wurde. Die Sekt-Sorte Bakarska Vodica existiert zwar noch, kommt jedoch heute nicht mehr aus Bakar.

## Sehenswürdigkeiten
Als Folge der industriellen Nutzung der Bucht blieb der Fremdenverkehr aus. Das führte dazu, dass in Bakar der alte Stadtteil Grad mit seinen prächtigen alten Häusern von Handelsleuten und Kapitänen und den vielen schmalen Treppengässchen zum Hafen hinunter seine mittelalterlich geprägte städtebauliche Struktur bewahrt hat und nicht durch touristische Bausubstanz überformt ist.